# Yaguel Didier
 (avril 2016).
Yaguel Didier est une voyante française née le 20 avril 1942 à Lagny-sur-Marne (Seine-et-Marne).

## Biographie
Elle essaiera de faire des études de droit mais elle préfèrera les études sur la mode. Elle fut fille au pair à Paris et dans les années 1970 elle se concentrera sur la voyance après une consultation chez une voyante. Elle fréquente le milieu parisien et elle est remarquée par des journaux peoples. 
Elle prétend avoir des visions sur des personnalités historiques comme par exemple Marie-Antoinette d'Autriche. 

## Ouvrages
- Le jeu divinatoire, avec Marína Karélla, Éditions Robert Laffont (1991)
- Les grandes voyances de l'histoire : Leur vrai destin, Éditions Plon (1993)
- Au cœur de la voyance, avec Josette Alia (Plon, 1995)
- Les Grandes Visions de l'Égypte, avec Alexandre Adler (Plon, 1998)
- Mes conversations avec la Reine (Laffont, 2002)
- Le jeu du destin (Laffont, 2002)
- La nuit des esprits, avec Marc Sich (Plon, 2005)
- Le futur existe déjà (First, 2017) avec Pierre Lunel